# شنگژکی
شنگژکی (به لهستانی:  Śnieżki) یک روستا در لهستان است که در گمینا بوتشکی واقع شده‌است.